# Demivșciîna, Kaharlîk
Demivșciîna (în ucraineană Демівщина) este localitatea de reședință a comunei Demivșciîna din raionul Kaharlîk, regiunea Kiev, Ucraina.

## Demografie
Componența lingvistică a localității Demivșciîna
     Ucraineană (98,81%)
     Alte limbi (0,6%)
Conform recensământului din 2001, majoritatea populației localității Demivșciîna era vorbitoare de ucraineană (98,81%), existând în minoritate și vorbitori de alte limbi.